# Phil Johnston
Phil Johnston (Minnesota, Estados Unidos, 26 de outubro de 1971) é um roteirista, cineasta e produtor cinematográfico conhecido por criar o roteiro de Wreck-It Ralph (2012), Zootopia (2016). Como reconhecimento, foi nomeado ao Óscar 2019 na categoria de Melhor Filme de Animação por Ralph Breaks the Internet (2018).